# シェルタリング・スカイ (サウンドトラック)
| 専門評論家によるレビュー | 専門評論家によるレビュー |
| レビュー・スコア         | レビュー・スコア         |
| 出典                     | 評価                     |
| ------------------------ | ------------------------ |
| AllMusic                 | [ 1 ]                    |

『シェルタリング・スカイ（サウンドトラック）』（The Sheltering Sky〈soundtrack〉）とは、1990年に上映された映画『シェルタリング・スカイ』のオリジナルサウンドトラックである。

## 解説
- オリジナルは坂本龍一による作曲である。
- 演奏はロイヤル・フィルハーモニー管弦楽団によるもので、録音はアビー・ロード・スタジオなどで行なわれた。
- 作曲にはMacintosh SE30を使用した。
- 前作『ラストエンペラー』での経験から、ベルナルド・ベルトルッチ監督がレコーディング終了後にも編集をすることは知っていた。そのため、今回は手直しされた後でも対応できるよう、「3日前のヴァージョン」「昨日のヴァージョン」というようにすべてをメモリに残しておき、ぎりぎりまで引っ張ってから「もうこれ以上手を加えないだろう」と判断した後にスタジオに入るといった対策を講じていた。しかし、それでも編集が入ることもあった。ただし、『ラストエンペラー』の時は小さな電卓でコンマ何秒まで計算していたのに対し、今回はコンピュータで対応できるようになっていたため、作業としては楽であった。
- 1990年にロサンゼルス映画批評家協会賞の作曲賞を、1991年にゴールデングローブ賞 作曲賞を受賞した。

## 収録曲
1. The Sacred Koran
  - 作曲：Ibrahim Canakkeleli、Fevsi Misir、Yusuf Gebzeli、Aziz Bahriyeli
2. The Sheltering Sky Theme
  - 作曲：坂本龍一

メインテーマ。「愛」がテーマだったので、リヒャルト・ワーグナーの「トリスタンとイゾルデ」とジュゼッペ・ヴェルディの「レクイエム」を頭の片隅において作曲しているが、引用はしていない。1996年にはアルバム『1996』でトリオ編成でアレンジされた曲が、アルバム『/05』ではオブリガート（助奏）が演奏されているピアノアレンジが収録されている。
3. Belly
  - 作曲：坂本龍一
4. Port's Composition
  - 作曲：坂本龍一

劇中、主人公の夫が作曲家という設定で、彼が作曲したということになった曲。最初にできた曲はベルナルド・ベルトルッチ監督から「明るすぎる」と言われ、暗いものに作り直した。
5. On The Bed (Dream)
  - 作曲：坂本龍一
6. Loneliness
  - 作曲：坂本龍一
7. On The Hill
  - 作曲：坂本龍一
8. Kyoto
  - 作曲：坂本龍一
9. Cemetery
  - 作曲：坂本龍一
10. Dying
  - 作曲：坂本龍一
11. Market
  - 作曲：坂本龍一
12. Grand Hotel
  - 作曲：坂本龍一
13. Je Chante (私は歌う)
  - 作曲：シャルル・トレネ
14. Midnight Sun
  - 作詞・作曲：ライオネル・ハンプトン、ソニー・バーク、ジョニー・マーサー

ジャズのスタンダード・ナンバーでライオネル・ハンプトンによる演奏。
15. Fever Ride
  - 作曲：Richard Horowitz
16. Chant Avec Cithare
  - 作曲：ブルンジ民謡
17. Marnia's Tent
  - 作曲：Richard Horowitz
18. Goulou Limma
  - 作曲：チュニジア民謡
19. Happy Bus Ride
  - 作曲：チュニジア民謡
20. Night Train
  - 作曲：Richard Horowitz

原作者ポール・ボウルズが1955年にモロッコで録音したというボーカルが挿入されている。